# Almopie
Almopie (grec moderne : Αλμωπία), ou Enotie, également connue au Moyen Âge sous le nom de Moglene (grec : Μογλενά, macédonien et bulgare : Меглен ou Мъглен), est une municipalité et une ancienne province (επαρχία) de l'unité régionale de Pella en Macédoine, en Grèce. Le siège de la municipalité est la ville Aridaia. La municipalité a une superficie de 985.817 km 2.

## Nom et histoire

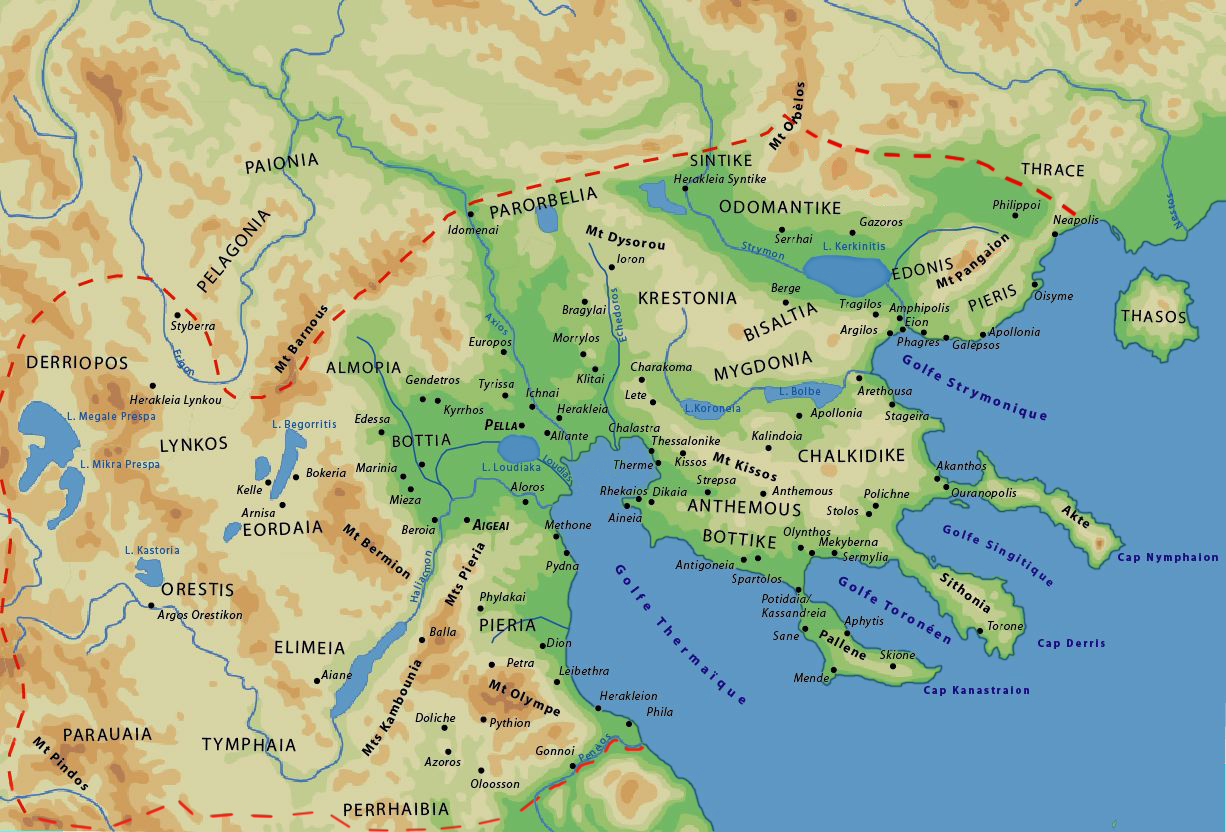
Carte du royaume de Macédoine avec Almopia situé dans les quartiers centraux du royaume.

Le nom Almopie (Ἀλμωπία / Almōpia) dérive des Almopes (Ἀλμῶπες), une tribu péonienne qui habite à l'origine la région. Les Almopes ont retracé leur descendance jusqu'à la figure mythologique éponyme d'Almops, fils de Poséidon et d'Hellé. Selon Thucydide, les Almopes ont été expulsés de la région au moment de son intégration au royaume de Macédoine sous le règne d'Alexandre Ier (498–454 av. J.-C.). L'astronome et géographe du IIe siècle Claude Ptolémée signale trois villes de la région dans sa géographie : Horma (Ὅρμα ), Europos (Εὔρωπος) et Apsalos (Ἄψαλος).

## Histoire
Au début de la période byzantine, la région a été renommée Enotia (grec : Ενωτία) près d'une forteresse voisine, probablement à proximité de la Notia moderne. Le nom a été repris entre 1915 et 1927 également pour la province grecque,.
À la fin du Moyen Âge, la région est connue sous le nom de Moglene (grec : Μογλενά, macédonien : Меглен, bulgare : Мъглен), du mot slave pour « brouillard ». Jusqu'au début du XIe siècle, Moglene est une province du premier empire bulgare. Conquise par l'empereur byzantin Basile II en 1015, elle est attestée comme siège d'un évêché en 1020, et comme capitale de son propre thème en 1086. La région est restée sous la domination byzantine jusqu'au lendemain de la quatrième croisade, lorsqu'elle a été colonisée par le tsar Kaloyan du Second Empire bulgare. Elle a été incorporée dans l'empire serbe par Stefan Dušan en 1346. Moglene est habitée principalement par des Mégléno-Roumains et des Slaves. À l'époque ottomane, la région est également connue sous son nom turc Karacova ou vallée de Karadjova (« vallée noire », en grec : Καρατζόβα).
Jusqu'à la guerre gréco-turque (1919-1922) et les échanges de population entre la Grèce et la Turquie en 1924, les Valaques et les Pomaks musulmans habitent une grande partie de la région de Moglene.

## Municipalité
En 2011 la municipalité d'Almopie a été réorganisée par le gouvernement local par la fusion des 2 anciennes municipalités suivantes, qui sont devenues des unités municipales :
- Aridaia
- Exaplatanos

## Province
La province d'Almopie (Επαρχία Αλμωπίας) était l'une des trois provinces de la préfecture de Pella. Son territoire correspondait à celui de l'actuelle commune d'Almopie. Elle a été supprimée en 2006.

## Voir également
- Mégléno-roumains
- Pomaks
- Échange de population entre la Grèce et la Turquie